# Brachioteuthis riisei
Brachioteuthis riisei är en bläckfiskart som först beskrevs av Japetus Steenstrup 1882.  Brachioteuthis riisei ingår i släktet Brachioteuthis och familjen Brachioteuthidae. Inga underarter finns listade i Catalogue of Life.

## Bildgalleri

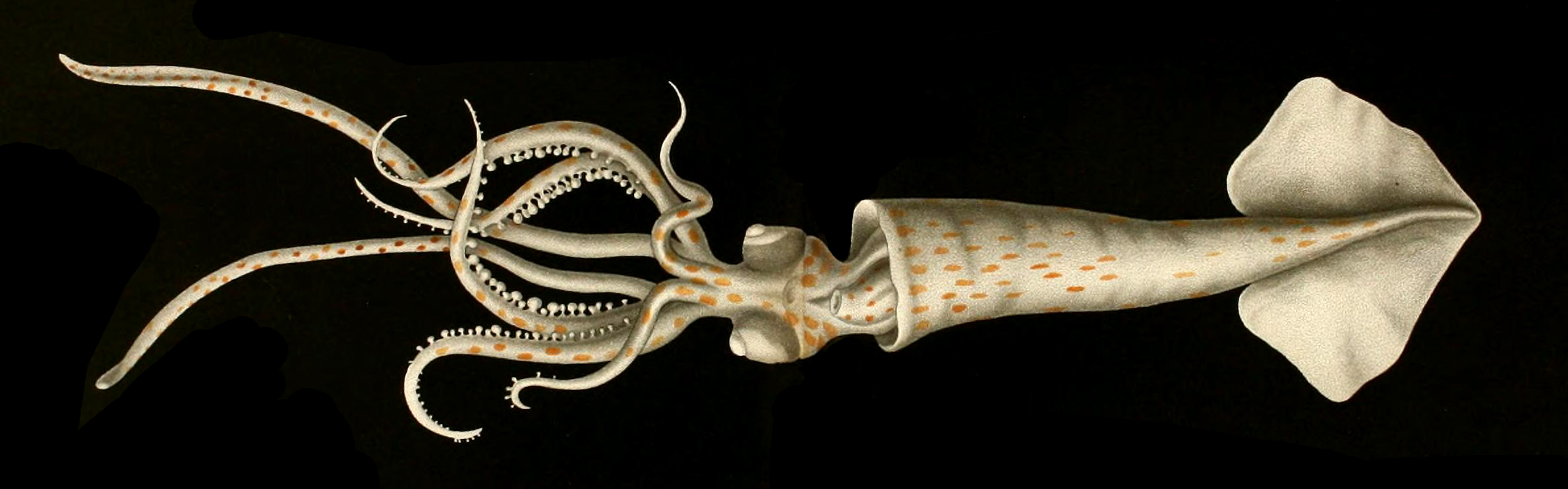
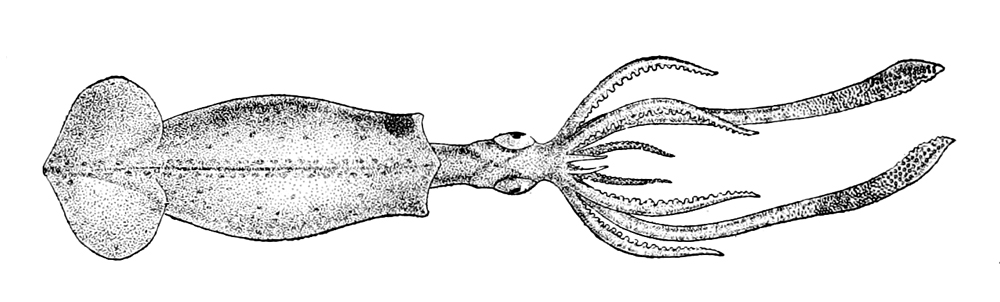